# Сіяхкаль-Махале
Сіяхкаль-Махале (перс. سياهكل محله) — село в Ірані, у дегестані Малфеджан, в Центральному бахші, шагрестані Сіяхкаль остану Ґілян. За даними перепису 2006 року, його населення становило 334 особи, що проживали у складі 91 сім'ї.